# Nepalmatoiulus falcatus
Nepalmatoiulus falcatus är en mångfotingart som beskrevs av Henrik Enghoff 1987. Nepalmatoiulus falcatus ingår i släktet Nepalmatoiulus och familjen kejsardubbelfotingar. Inga underarter finns listade i Catalogue of Life.